# Flughafen Bordeaux

i7
i11
i13
Der Flughafen Bordeaux (französisch Aéroport de Bordeaux - Mérignac, IATA-Code: BOD, ICAO-Code: LFBD) ist ein internationaler Flughafen zehn Kilometer westlich von Bordeaux (Département Gironde). Der Flughafen dient auch als Militärflugplatz der französischen Luftstreitkräfte, die die Basis als Base aérienne 106 Bordeaux-Mérignac bezeichnen.
Der 1917 gegründete Flughafen besteht aus zwei Abfertigungshallen und zwei Start- und Landebahnen auf einer Höhe von 49 Metern ü. d. M., wobei gegenwärtig nur eine genutzt wird. Im Jahr 2022 wurden pandemiebedingt nur 5,7 Mio. Passagiere abgefertigt, während es im Jahr 2019 noch 7,69 Mio. Passagiere waren. Der Flughafen ist somit von der Passagierabfertigung an neunter Stelle in Frankreich.
Flughafenbetreiber ist die Handelskammer Bordeaux (Chambre de commerce et d’industrie de Bordeaux).

## Geschichte
Im Jahre 1910 fand auf einem gemieteten Gelände Mérignacs eine erste Luftsportveranstaltung statt und in Folge entstand dort das Aérodrome de Beau-Désert. In den Jahren 1917/1918 wurde Bordeaux Etappe der US-Armee, wobei der Flugplatz ein amerikanisches Militärkrankenhaus beherbergte. Nach Ende des Ersten Weltkrieges wurde der Flugplatz ausgebaut, er erlangte in der Zwischenkriegszeit jedoch nie die Bedeutung Toulouse-Blagnacs. Mitte der 1930er Jahre wurde der Flugplatz erneut erweitert und wurde ein Standort der Luftfahrtindustrie.
Die weitaus bedeutendere, bereits 1928 begonnene Entwicklung war die geplante Nutzung als Militärflugplatz. Die Betriebsfläche wurde in den Jahren bis 1935 vervierfacht. Der Ausbau, sowohl des militärischen, als auch des zivilen Bereichs, ging bis zum 6. Juni 1940 weiter; an diesem Tag wurde der Flugplatz Ziel eines deutschen Luftangriffs. Nach Frankreichs Niederlage wenige Wochen später trafen bereits Ende des Monats die Focke-Wulf Fw 200 ein, die zur Seekrieg-Führung bestimmt waren. In den Jahren 1943/44 waren hier auch Heinkel He 177 des Kampfgeschwaders 40 stationiert, darüber hinaus lagen hier zum Schutz deutscher U-Boote Junkers Ju 88. Alle diese Verbände waren dem Fliegerführer Atlantik unterstellt. In diesen Jahren wurde Mérignac erneut Ziel von Luftangriffen, diesmal von alliierten Bombern. Die US-Luftstreitkräfte betrieben Advanced Landing Ground Y-37, so der alliierte Codename von Dezember 1944 bis Juli 1945, allerdings ohne dort fliegende Einheiten stationiert zu haben.
Die Armée de l’air stationierte ab Oktober 1945 die mit Handley Page Halifax ausgerüstete 21. Bomberstaffel auf dem Platz, die Post nahm mit Junkers Ju 52 noch im Dezember des Jahres die nächtlichen Luftpost-Flüge wieder auf und auch Air France nahm Bordeaux in ihr Streckennetz auf.
In den folgenden Jahren wurde der im Krieg stark beschädigte Flughafen mit einer klaren Trennung der verschiedenen Bereiche von Grund auf neu errichtet: das Militär im Süden, der zivile Flugverkehr im Osten und die Luftfahrtindustrie, u. a. Dassault, im Norden.
Nach Auflösung der 21. Bomberstaffel 1949 wurde der militärische Bereich des Flugplatzes ab 1951 eine US Air Base, zunächst Heimat von Douglas B-26C-Bombern. Diese wurde jedoch schon im Folgejahr durch Seenotrettungsflugzeuge und -helikopter abgelöst, die hier ihrerseits nur bis 1953 stationiert waren. Da Frankreich nach wie vor zivile Flüge durchführte, blieb der Flugplatz ein „Zankapfel“ zwischen den USA und den Franzosen, so dass die Air Base, auf der fortan lediglich einige Transportflugzeuge stationiert waren, bereits 1958 wieder geschlossen wurde.
In Folge stationierte die Armée de l’air erneut eine Bomberstaffel in Bordeaux und im November 1959 eröffnete auf der anderen Seite ein neues Abfertigungsterminal.

## Militärische Nutzung
Die Basis beherbergt zurzeit (2012):
- ET 0/43 „Médoc“, eine Transportgruppe mit Socata TBM-700A

Daneben gibt es eine Vielzahl nichtfliegender Verbände.

## Zivile Nutzung
Von Bordeaux werden im Sommer 2024 Flüge zu europäischen Zielen sowie vereinzelt nach Übersee angeboten. Im deutschsprachigen Bereich werden die Ziele Berlin, Frankfurt, München, Stuttgart und Zürich angeboten.

## Zwischenfälle
- Am 13. Januar 1946 stürzte eine Amiot AAC.1 (Junkers Ju 52) der Air France (Luftfahrzeugkennzeichen F-BANP) in Le Bouscat, 8 Kilometer nordöstlich des Flughafens Bordeaux-Mérignac, in ein Haus, nachdem sie einen Kirchturm gestreift und dabei einen Teil der Tragfläche verloren hatte. Die Maschine befand sich auf einem Nachtluftpostflug von Paris mit mehreren Zwischenlandungen nach Bordeaux und kam zuletzt vom Flughafen Pau-Pont-Long. Wegen der schlechten Sicht überflogen die Piloten den Platz und hatten sich offenbar entschieden, dort nicht zu landen. Die beiden Piloten, die einzigen Insassen auf dem Postflug, kamen ums Leben.[3]

- Am 8. Mai 1951 kam es bei einer Vickers 639 Viking 1 der Hunting Air Travel (G-AHPD) zu einem Motorausfall kurz nach dem Abheben vom Flughafen Bordeaux, Frankreich. Bei der anschließenden Bauchlandung überlebten alle 32 Insassen, das Flugzeug wurde jedoch irreparabel beschädigt.[4]

- Am 2. April 1952 fiel eine Douglas DC-3/C-47A-5-DK der norwegischen Fred. Olsens Flyselskap (LN-NAE) nach einem Triebwerksausfall auf einen Strand bei Mimizan (Département Landes, Frankreich), 80 Kilometer südsüdwestlich des Zielflughafens Bordeaux. Alle 27 Insassen, sechs Besatzungsmitglieder und 21 Passagiere, überlebten den Unfall.[5]

- Am 7. Februar 1953 verunglückte eine Douglas DC-4/C-54A der Union Aéromaritime de Transport (UAT) (Kennzeichen F-BFGR) im Anflug auf den Flughafen Bordeaux 5,5 Kilometer nordöstlich des Platzes. Die Maschine befand sich auf dem Flug von Abidjan über Casablanca nach Paris. Bei sehr schlechter Sicht sank das Flugzeug zu früh und kollidierte mit einem Wäldchen. Als entscheidender Faktor wird im Unfallbericht eine Übermüdung der Besatzung durch eine exzessive vorangegangene Flugdienstzeit benannt. Neun der 21 Personen an Bord wurden getötet.[6]

- Am 21. September 1955 stürzte eine Douglas DC-3/C-47A50-DL der Air France (F-BCYU) beim Versuch, in dichtem Nebel auf dem Flughafen Bordeaux zu landen, in ein Feld. Das Flugzeug wurde irreparabel beschädigt. Alle drei Besatzungsmitglieder, die einzigen Insassen, überlebten den Unfall.[7]

- Am 24. September 1959 kollidierte eine Douglas DC-7C der Transports Aériens Intercontinentaux (TAI) (Kennzeichen F-BIAP) nahe dem Flughafen Bordeaux auf dem Flug nach Bamako etwa 500 Meter hinter dem Startbahnende mit Baumwipfeln und stürzte ab. Der Start fand an der Leistungsgrenze der DC-7 statt. Unter den 65 Insassen gab es 54 Todesopfer.[8]

- Am 21. Dezember 1987 wurde eine von Air Littoral betriebene Embraer EMB 120 (Kennzeichen F-GEGH) auf einem Flug der Air France beim Landeanflug auf den Flughafen Bordeaux schon fünf Kilometer nordöstlich des Platzes in den Boden geflogen. Dabei kamen alle 16 Insassen ums Leben. Die Crew hatte bei schlechtem Wetter Schwierigkeiten mit dem Anflug, die Maschine geriet schließlich zu tief und kollidierte mit Bäumen. Es handelte sich um einen Controlled flight into terrain (siehe auch Air-France-Flug 1919).[9]